# Boranas
Cet article concerne le peuple borana. Pour la langue borana, voir Borana (langue).
Pour les articles homonymes, voir Borana.
Les Boranas sont des habitants de la Corne de l'Afrique, présents au sud de l'Éthiopie, par exemple dans la zone Borena éthiopienne, au nord du Kenya et en Somalie. S'ils participent à la vaste identité oromo et à l'évolution des langues couchitiques, entre les hauts plateaux abyssins et les plaines continentales d'Afrique orientale, ils s'en distinguent néanmoins fortement, ce qui expliquent des conflits anciens.

## Ethnonymie, esquisse ethno-linguistique ancienne
Selon les sources et le contexte, on observe des variations autour de cet ethnonyme : Booran, Boraan, Borana, Boranas, Borani, Boran, Borans, Borena, Waso Borana, sans que l'on sache si elles désignent précisément le même objet. Une interprétation populaire respectant l'amuïssement de la voyelle a finale indique qu'il s'agit d'un ami, d'une personne amicale et gentille. La tradition admet qu'un Homme méchant ou mauvais ne peut plus être borana.
Les travaux d'Antoine d'Abbadie, nommé Abba-Dia, ont porté sur les langues oromos et en particulier des Boranas. Une coutume ancienne veut que le mari, père de famille et l'épouse mère ne soient dénommés religieusement par son statut paternel et maternel relatif à leur premier né. Ainsi "Dadi abba Dada" signifie Dadi père de Dada. Cette situation antique affirme implicitement un droit d'aînesse et une supériorité de la génération en croissance et porteuse d'avenir. La naissance du nouveau-né impose une quarantaine protectrice, soit 40 jours de réclusion du nouveau-né. Les problèmes du prépuce sensibles aux poussières sont réglées par la circoncision rituelle. Au statut intime en son abri ou publiquement effacé de l'épouse, répond le grand pouvoir (apparent) du chef de famille. Toutefois les mœurs féminines, largement héritières des religions animistes ou naturistes, sont beaucoup plus libres. L'adoption est légale. Les lamentations sont la règle au cours des funérailles.
Les Boranas possèdent une sorte de représentant légal, président ou chef d'honneur pendant 8 à 10 ans. La guerre est une affaire techniques, laissé à des hommes de métier. Justice et religion ressortent de différents conseils, chapeautés par un grand prêtre. Un chef de famille respecté peut devenir chef de village ou de groupe, chargé parfois de la perception de tribut d'accueil. Il existait enfin des sorciers guérisseurs, s'occupant de la pluie et du beau temps; des maladies physiques ou mentales, de la chasse aux maléfices, des objets perdus, des relations devenues complexes entre passé, présent et avenir au prise avec les sociétés modernes environnantes. Ce seraient ces sorciers guérisseurs, surchargés de tâches souvent insolubles, qui auraient donné leur dénomination générique Gallas, péjorative aux yeux des étrangers. Vouloir distinguer abusivement par ce biais est trompeur, car la vieille religion chrétienne abyssine admettait les esprits d'anciens magiciens de souche humaine, responsables de transes shamaniques, dénommés zâr.
Les Boranas, à l'instar des Somalis, des Wa-kamba ou Masaïs étaient à l'origine exclusivement des éleveurs animistes attachés à leurs troupeaux itinérants, bœufs, vaches, veaux et taureaux, chèvres et moutons. Comme une race équine perpétue l'ethnonyme Borana, de nombreux savants du XIXe siècle ont prétendu fallacieusement que les populations boranas étaient caractérisées par leurs chevaux, tout comme les Somalis préféraient les chameaux et les autres wa-kamba ou masaï les ânes. Comme le précise Jules Borelli, si une très faible fraction d'Oromo est devenue musulmane ou s'adonne à la culture, la population est demeurée animiste ou "naturiste" en français des explorateurs de la Belle Epoque, maintenant les cultes et offrandes de respect envers les êtres de la nature, en particulier les arbres sacrés, de la douce touffe d'herbe à la peau de mouton sacrifié. Ces éleveurs aux cheveux longs ne cultivaient pas la terre, ils pratiquaient la divination dans les entrailles de animaux sacrifiés. Quelques néophytes sont initiés "prêtres" sous le nom de Gedjos au terme des pèlerinages vers divers sites sacrés, notamment pour y retrouver l'Abba Mouda, un "père ondoiement" qui opère une sorte de baptême-confirmation à base d'une pluie de salive ou encore d'eau spécifique régurgité en la circonstance par la bouche.

## Langue

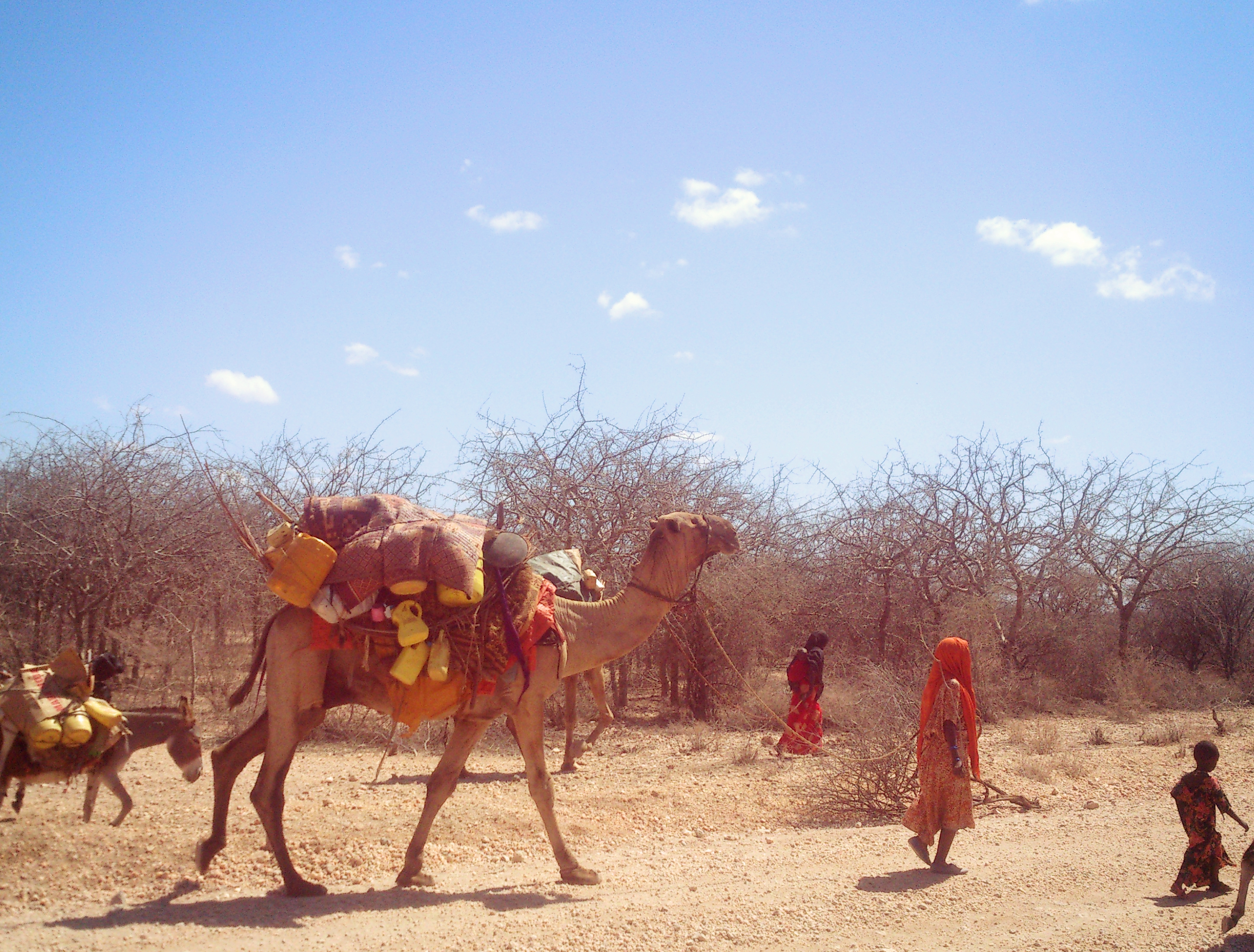
Femmes borana accompagnant une caravane.

Ces populations descendantes des éleveurs parlent le borana, une variation de l'oromo, une langue couchitique de la Corne de l'Afrique.
Cette langue couchitique du sud de l'Ethiopie a été écrite simplement en écriture alphabétique latine par des missionnaires protestants au tournant du XXe siècle. La transmission efficace, du moins auprès des volontaires qui le souhaitaient, s'est effectuée auprès d'une minorité de lettrés. Dès la fin des années 1970, le gouvernement révolutionnaire d'Ethiopie, soucieux d'éducation populaire, a voulu instruire de force les populations de camarades éleveurs du Sidamo jugées totalement ignorantes en instituant des classes d'écriture en amharique. Cette rééducation autoritaire, orchestrée par des lycéens ou étudiants mal formés, ne maîtrisant d'ailleurs pas tous l'alphasyllabaire éthiopien officiel ou le truffant de variantes, a été un fiasco.

## Histoire

### Temps anciens
Selon l'historien des Oromos Mohamed Hassen , les Boranas, comme les Barentus, sont des descendants d'un groupe oromo qui aurait quitté les montagnes de la région du Balé, peut-être au XIIe siècle et en tout cas avant le XVe siècle, pour s'installer dans les plaines.
Selon le vicomte Robert Du Bourg de Bozas, ces diverses populations oromos que les Abyssins nommeront "Gallas" auraient été repoussés à l'époque médiévale par les Somalis, du moins leurs cohortes musulmanes fanatisées, ce qui aurait entrainé une vaste émigration d'un grand nombre de peuples païens éleveurs depuis les rivages maritimes vers l'occident et les montagnes. Ces divers réfugiés oromos auraient quitté l'Ogaden pour l'Ouabi, occupant ensuite le Borana puis s'imposant en partie dans les franges plus humides des montagnes d'Abyssinie après le XVe siècle. Des migrations vers des contrées plus méridionales ne seraient pas à exclure pour expliquer le vaste groupe linguistique des Oromos.
Ces théories migratoires légendaires ou tardives, peuvent être opposées à des zones géographiques antiques d'échanges linguistiques et commerciales, définissant sur le long terme le large groupe oromo et une multitude de sous-groupes d'appartenance sociale et à extensions géographiques variables dans le temps.
La vie pastorale et ses migrations, imposant autant de rencontres, ont laissé au gré des siècles des traditions orales riches à base de contes et d'histoires épiques, de poésie et chansons, de musique et de danse, colportant leçons morales et longs récits historiques, mais aussi une forte croyance en un principe d'unité du monde spirituelle, une structure concrète de gouvernance et d'organisation communautaire démocratique, dite Gadaa associée aux vénérables Anciens, gardiens de la culture et de la sagesse. Cette dernière organisation sociale est apte à la résolution des conflits comme à ouvrir la négociation, en mettant à l'honneur le patrimoine naturel et commun, en prenant les décisions collectives et en jalonnant l'axe du temps vécu de cérémonies culturelles.

### Temps modernes
Alors que le désenclavement maritime du monde se poursuit au XVIe siècle, Gallas et Boranas semblent se confondre dans une même appartenance oromo : le terme "Gallas" s'applique à des populations de potentiels cultivateurs animistes, en voie de sédentarisation, alors que les Boranas demeurent des groupes humains épars, fidèles aux pérégrinations ou  migrations saisonnières de l'élevage. L'empereur d'Abyssinie Malak-Sagad n'attaque en retour les envahisseurs Gallas-Boranas qu'en 1573. Déjà aux prises avec des troupes musulmanes ou d'autres rebelles chrétiens qui menace son pouvoir souverain, les Gallas alliés aux Boranis ou Borans ont occupé le Choa et le Gojan dès 1569. La mise au pas dure cinq années, puisque en 1577, année de la mort du patriarche lusitanien d'Abyssinie André d'Oviedo, une offensive borana réduit à néant la domination imposée. En réalité, victorieux et pacificateur en 1578, Malak-Sagad pactise et délaisse un grand nombre de fiefs tribaux, plus tard sur un territoire dénommé Gallaland. Les troubles dans les marges méridionales ne reprennent qu'en 1618, bien après la mort du souverain, empoisonné en 1595, après 35 ans de règne et la montée en puissance de Za-Selosé, ras et vice-roi de Danbya, après 1590. Plus tard, le mot "Gallas", déjà fortement péjoratif, est devenu le nom générique des Oromos et de leur territoire pour leurs ennemis. L'explorateur Alexandre Leroy indique sans ambages à la fin du XIXe siècle que la dénomination "Gallas" est attribuée aux Oromos, ou Elma Orma, c'est-à-dire les fils d'Orma, par les Abyssins, les Arabes, les Swahilis etc. Sidama serait le vieux nom chrétien abyssin de la nouvelle contrée des Oromos, il sera employé, de façon neutre, par les scribes éthiopiens sans mentionner les populations autochtones.
Si les envahisseurs "Gallas" ont fait souche dans les montagnes abyssines, en particulier au sud sur les hauts plateaux tabulaires ou "ambas" au début de l'époque moderne, la situation ethnographique est complexe. Le vicomte Robert du Bourg de Bozas distingue a minima deux "races Gallas" (sic), les Aroussi à l'est et les Sidama à l'ouest, qui entretiennent une rivalité séculaire et féroce. S'il s'agit bien de populations oromos sédentarisées, l'explorateur mentionne presque une civilisation de l'habitat radicalement différente et accentue les écarts physiques : les Aroussi, attachés à la ville de Djafaro, qui vivent en majorité dans de belles montagnes boisées, sont grands, élancés, dévoilant une peau claire, si plaisante à l'explorateur, alors que les Sidama, cultivateurs et éleveurs vivant dans des montagnes humides et boisées, en villages de huttes rondes marquée par l'ancienne civilisation abyssine paraissent plus petits, râblés avec un teint mat.

### Périodes contemporaines

#### Explorations ou convoitises européennes
Après une période d'effacement considérable de l'Empire abyssin sur ces marges, la multiplication des petits "ras" ou seigneurs régionaux progresse à la fin du XVIIe siècle. En 1855, Kassa est intronisé négus, sous le nom de Théodore II et, en ressuscitant la fonction de "negusa nagast" ou "Roi des Rois" de l'apogée du monde abyssin entre la christianisation de l'évangélisateur saint Frumence au IVe siècle et VIe siècle, bien après l'effondrement du grand royaume aksoumite, s'efforce de reprendre le contrôle des marges perdues en instillant une haine ou opposition constante envers les divers peuples oromos, où figurent les mauvais sédentaires Gallas et autres nomades Boranas. L'Empire éthiopien réapparaît encore plus fort avec l'alliance anglaise, imposée après leur victoire militaire en 1867, et l'effacement de la longue influence lusitanienne qui avait semer la division entre ras, rois ou seigneurs locaux. Il exerce de nouveau une pleine souveraineté traditionnelle à la fin du XIXe siècle. Mais les Italiens contestent la mainmise anglaise : Ménélik, négus dès 1889, doit pour régner négocier le traité d'Uccieli le 2 mai 1889, en abandonnant la province d'Erythrée. Mais l'Italie envisage un protectorat sur le pays. En 1893, année de revirement, le Négus dénonce le traité. Les militaires italiens fourbissent leurs armes, et lance une offensive précipitée qui est arrêtée à la bataille d'Adoua en 1896. La souveraineté éthiopienne reste fragile, mais la frustration italienne empoisonne les relations de voisinage
En octobre 1897, Menilek II reçoit l'hommage des Gallas du Sud, dont le territoire a vécu quelques troubles, en soumettant la contrée de Kaffa révoltée. Début 1898, les Boranas sont inquiets : ils se sentent menacés par la multiplication des expéditions occidentales, notamment britanniques ou italiennes, de nature scientifique et militaire, débordant de l'Est africain. Ménilek les reçoit, les apaise et leur offre un drapeau aux couleurs éthiopiennes. Or en février 1897, Léon Darragon, explorateur et cartographe français, avait préparé avec son accord une expédition de 15000 hommes pour couper la route Cavendish vers le Nil. De juin jusqu'au 10 octobre 1897, ses cohortes exploraient les contrées du sud, et en particulier sillonnaient le Borana jusqu'au 5e de latitude un peu au nord du lac Rodolphe. En mars 1898, l'empereur après le retour de l'exploration organisée entre juin et octobre 1897 prend, carte nouvelle présentée par Darragon à l'appui, la décision d'organiser une occupation administrative et militaire de ses provinces du Sud, jugées vulnérables. Ménélik II met en place ainsi une administration coloniale, calquée sur le modèle des nations européennes, mais en maintenant la domination éthiopienne traditionnelle. Cette occupation concrète est associée à une préalable expédition militaire éthiopienne, avec le lieutenant cartographe russe Boulatovitch, jalonnant pacifiquement et sans résistance les contrées du Sud à la population parfois très dense d'éleveurs, aux mœurs douces. Le 26 mars 1898, le lac Rodolphe est atteint promptement, une multitude de traités, accompagnés d'échanges souvent festifs, est signée. Des cartes encore plus précises pour justifier la présence impériale éthiopienne sont levées. Désormais les revendications coloniales italiennes, à partir de leurs modestes comptoirs maritimes actifs dès 1891-1894, s'amenuisent ou se heurtent à fortes résistances. Toutefois la convention du 13 décembre 1906 laisse s'installer dans l'Empire des zones d'influences britanniques, françaises et italiennes.
Darassa est le chef-lieu du Sidama, là où les tribus consultent la justice souveraine. Le Sidama est décrit par la société de géographie de Paris à la fin du XIXe siècle en pays fertile d'altitude, avec une végétation dense et de belles forêts d'altitude, alors que le Borâna où errent les groupes d'éleveurs Boranas n'est qu'un pays désolé, une plaine interminable au sud des  reliefs tabulaires de l'Abarra, à l'exception des monts Odda et de quelques points d'eaux épars, le plus souvent un désert à fourmilières, marqué par des pousses précaires de mimosas, bas et épineux, sur les sols argileux parfois encore humides, le plus souvent aride ou rempli de poussières argileuses. Les puits du Sogida sont des reliques sombres de cratères volcaniques étanches, remplis d'eau. Associé à la chaine des monts Odda, le mont Goda abrite quelques sources, et le mont Iabatou quelques mares. En cette fin du XIXe siècle, selon l'explorateur Alexandre Leroy, le peuple Borana vit, erre au nord-ouest du Tana, dans le Shoa, non loin à l'est des lacs Rudolf et Stéfanie. Le peuple borana est un grand peuple d'éleveurs, le vicomte Robert du Bourg de Bozas en mission scientifique relève dès le premier voisinage de ses contrées méridionales la cherté et la rareté des céréales, que ce soit l'orge, le tieff sorte de mil, le dourah variété de sorgho et surtout le blé quasiment introuvable, et a contrario l'abondance et le bas-prix des bestiaux.
Affirmer que les Oromos ou a fortiori les Boranas n'ont eu aucun contact civilisationnel est totalement erroné. Ils fréquentent divers marchés réunissant des foules denses et cosmopolites, comme celui de Djima près de Mandera, où ils voient et sentent les étals exposant café, coton, céréales, cire, miel, fers, armes, cuivre, étain, tissus locaux, peaux ou cuirs et bien sûr chevaux, bovins, chèvres et moutons, sans oublier les esclaves humains de toutes sortes mis en vente.

#### Boranas au début duXXesiècle
Divers groupements boranas, officiellement de nationalité éthiopienne, hantent la vaste province de Sidamo au début du XXe siècle. Le jeune administrateur éthiopien Tafari est nommé gouverneur du Sidamo, lui et sa famille résident le plus souvent dans les brouillards, à Arero, ce qui n'empêche les multiples délégations de Boranas de venir l'honorer et faire sa connaissance. En 1930, ce familier de la cour d'Addis-Abeba devient l'empereur Hailé Sélassié après le décès de l'impératrice régnante Zaouditou.
Si la présence ancienne des Boranas le long de la rivière Daua jusqu'à Mandera ou Dolo est attestée, la recomposition incessante des cinq clans dominants dans le comté de Mandera au Kenya les a exclu finalement des pâturages, des anciens puits d'El Wak, des points d'eau du Takkaba fréquentées à la saison sèches. Les éleveurs de chameaux, bovins, chèvres et autres chevaux et ânes qui partent vers les collines rocheuses environnantes, verdoyantes après la saison des pluies avec leurs mares et plans d'eau résiduels, sont des populations qualifiés d'éleveurs somalis, notamment Murulle et Marehan. Toutefois le peuple Garre qui parle le ki-borana reste le fruit d'un mélange lointain entre Somalis et Boranas. Au début du XXe siècle, il a commencé à glisser vers l'ouest, forcé par les raids des pilleurs ou voleurs de bétail somalis. Les militaires britanniques ont fourni en 1921 au peuple Garre des armes à feu légères pour qu'ils puissent efficacement se défendre et devenir au besoin leurs auxiliaires. Le gouvernement kenyan a ensuite imposé une démarcation militaire théorique sur la ligne Derkali-Takabba-Beloble-Wajir interdisant en principe les raids venus du nord.
De façon semblable à la "province du Nord-Est" du Kenya, celle encore plus aride de l'Est, pouvait être fréquentée par divers groupes boranas, du moins dans leurs parties septentrionales. Les eaux du secteur éthiopien de Lenia se perdent dans un ensemble de dépressions endorhéiques à l'est du Lac Rudolf, au niveau des plaines désertiques parmi les roches effusives des environs de Dukana, entre les monts Jibisa, culminant à 1544 m d'altitude, le plateau du Longondoti et plus à l'ouest les lointaines collines Huri avoisinant 1200 m d'altitude. Le déplacement, soit la descente rapide des éleveurs était favorisé par des pluies exceptionnelles qui s'écoulaient dans ses vallées d'ordinaire sèches. Aucune entrave frontalière n'existait à cette époque, pour freiner le semi-nomadisme vers le désert de Chalbi à l'est du haut plateau du Kulal et au nord-ouest des hauteurs de Marsabit. De même, plus à l'ouest des contreforts marqués par les collines Huri, les hauteurs du Forole pouvaient être allégrement franchies pour rejoindre l'arrière pays de Sotalo, et remuer vers Maikona plus au sud.

#### Convoitises de l'Italie fasciste, conquête guerrière et retour au statut quo ante
Les tensions entre l'Italie fasciste et l'Éthiopie constamment agressée depuis les années 1930, attire l'attention des journalistes et des administrateurs coloniaux. En septembre 1935, une fiche descriptive de l'Éthiopie, état accueilli à la Société des Nations le 28 septembre 1923 et abritant 5,5 millions d'habitants, dont 3 millions d'Abyssins des hauts plateaux, informe les résidents de l'Afrique-Occidentale française. La province de Sidamo-Borana est citée parmi une multitude d'autres, les "Gallas" (sic) sont présentés en bloc comme des populations pastorales et agricoles, qui peuvent être chrétiennes, musulmanes ou païennes.
L'intense propagande fasciste, basée sur une indéniable frustration coloniale italienne du début du siècle, trouve écho en France pour justifier l'invasion cruelle de l'Ethiopie, plus tard condamné par la Société des Nations. Le 4 octobre 1935, le journaliste Paul Garnier fait paraître une telle justification avec son article "Les droits de l'Italie" dans le quotidien Notre Temps. Les régions méridionales de l'Éthiopie, où figure le Borana, pays des Oromos et Sidamas, pour ne pas mentionner le Sidamo, seraient une terre coloniale, annexée de 1897 à 1900, après de sanglantes et affreuses guerres de conquête, menées inlassablement par le négus Ménélik. Or la présence italienne attestée entre 1891 et 1894 légitime sa souveraineté sur ses marges abyssines, d'autant qu'un accord passé avec la Grande-Bretagne leur réservait cette zone d'influence. Un amalgame est insidieusement proposé avec les régions occidentales d'Abyssinie, en particulier la contrée chrétienne de Kaffa en révolte, qui subit en effet une dure répression militaire du pouvoir central entre 1897 à 1900. Cette presse, qui oublie sans vergogne le savoir écrit des explorateurs et historiens français d'il y a quarante ans, s'accorde au mieux avec les desiderata du ministre Pierre Laval, soucieux de ne pas froisser l'Italie de Mussolini. La complaisance de la Grande-Bretagne est similaire à celle de la République française. Notons au passage les relents pseudo-savants racistes de la description des populations couchitiques, la race Oromo ou galla s'assombrissant avec la baisse de l'altitude, laissant aux sud des Négroïdes.
M. Sanchez qui a passé plusieurs décennies à vivre et commercer aux marges de l'Ethiopie témoigne en 1935 en réponse aux questions des administrateurs coloniaux de Madagascar. Il reprend l'idée indéniable d'un lointain pillage colonial abyssin, et rappelle le servage fiscal subis par les Boranas et les Gallas méprisés par les autorités éthiopiennes des hauts plateaux. Les missions des Capucins de Toulouse, en pays sidamo, seraient, durant l'entre-deux-guerres, de son avis autorisé les seules à apporter un réconfort authentique et surtout une digne influence morale aux populations oromos.
Si les Français commentent l'incident frontalier à Oual-Oual le 3 octobre 1935 et discutent de l'actualité guerrière en glanant la moindre information supposée pertinente, les fascistes italiens organisent méthodiquement la conquête en instaurant un "appui aérien" dévastateur pour les populations civiles. Le 27 janvier le télégraphe met à l'honneur le message victorieux du maréchal Badoglio, une reconnaissance des forces italiennes est parvenue à Ouadara, à environ 70 km au nord-ouest de Negheli, à la frontière Galla-Borana et Sidamo. Les bombardements italiens sont incessants, exterminant a minima 500 civils et supprimant 2500 têtes de bétail. L'irrépressible colonne rapide Italia fonçant vers l'objectif a causé la mort de 1500 soldats abyssins. Le général Graziani a détruit deux villages sur la piste Allan-Alliato menant vers la capitale de la région Sidamo. Les journaux français ne cessent début février 1936 et de louer le sens tactique italien visant l'encerclement de la forteresse des hauts plateaux et de magnifier la prudence du général Graziani, grand vainqueur à Ganale Doria où il a soumis en majesté les chefs des mobilisés oromos (Gallas, Aroussis et Boranas et leurs voisins) avant de lancer la reconnaissance sur Ouadara.
L'occupation coloniale de l'Africa orientale italiana, soit le rassemblement formée par l'Éthiopie, l'Érythrée et la Somalie italienne, est organisée au cours de l'année 1936, malgré quelques irréductibles poches de résistance locale et la contestation constante auprès de la SDN du Négus Hailé Sélassié, réfugié à Londres. Mais la colonisation fasciste, qui a renvoyé les Boranas sur leurs pâtures souvent arides, ne dure qu'à peine cinq ans. Les troupes britanniques, obéissant à l'amirauté soucieuse de sécuriser la mer Rouge, libère les Boranas comme l'ensemble des Éthiopiens en 1941. L'Éthiopie ne retrouve son indépendance officielle d'état souverain que par le traité du 31 décembre 1942. En 1952, la reprise dans un cadre fédéral de l'Érythrée est organisée par l'état éthiopien, ce qui lui donne un accès à la mer appréciable. Aux marges du pays borana, Neghelli alias Negele n'est souvent que la seule petite ville citée par les cartographes anglo-saxonnes, les modestes agglomérations plus méridionales de Dolo ou Méga n'apparaissant rarement en complément sur une immensité laissée apparemment vide. Comment discriminer par la toponymie urbaine quasi-inexistante un vaste pays d'éleveurs semi-nomades ?

#### Mutations africains récentes
Les groupements boranas, officiellement de nationalité éthiopienne, et libérés du joug italien en 1941, hantent la vaste province méridionale de Sidamo au milieu du XXe siècle ainsi que ses abords transfrontaliers. Ils jouent encore en toute conscience dans les années 1970 la carte d'un maintien absolu de la vieille tradition pastorale. 
En mars 1974, le négus Hailé Sélassié est chassé du pouvoir par un coup d'état militaire. Alors que les problèmes sociaux s'aggravent, les sécheresses à répétitions et les récoltes aléatoires désorganisent le pouvoir collégiale, confisqué en 1977 par une junte militaire communiste. Face à l'Erythrée rentrée en sécession, la junte appelle l'alliance avec Cuba et l'URSS. Aussi la plupart des groupes boranas a été marquée par les guerres au tournant des années 1970 et 1980, en particulier par l'irruption de groupes militaires composites des régions occupées de Somalie, y compris mercenaires russes ou cubains, au Sidamo oriental durant la guerre de l'Ogaden et ses suites confuses. Les pillards ou anciens soudaires somaliens s'accaparent sans vergogne les marges du paisible pays borana, déportant les individus captifs en esclavage s'ils ne les supprimaient pas, ou convertissant de force les ultimes groupes soumis, à l'Islam. Les taux de mortalité des groupes d'éleveurs isolés s'élèvent drastiquement. Les mutations économiques concomitantes avec l'instauration de barrages ont aussi modifié l'aménagement de l'espace, les troupeaux boivent l'eau commune des nouveaux barrages alors que l'omniprésence des armes à la fin des années de guerre explique la multiplicité des heurts ethniques, y compris au sein des groupes boranas ou oromos voisins, qui, par la force des choses, maîtrisent désormais quelques techniques guerrières et les utilisent parfois à régler des différends séculaires.
L'organisation ou Gadaa borana permet aujourd'hui de former de puissantes associations de défense des droits fonciers, et favorise la claire représentation de ces (anciens) éleveurs au niveau de chaque scène nationale. Les Boranas ne sont plus seulement éleveurs sur des pâtures extensives, ils occupent de multiples métiers, ont migré vers d'autres terroirs et gagné des villes soit de leur ancien territoire de nomadisation souvent à plus de 1500 mètres d'altitude comme par exemple Negele entre les rivières Daua et Ganale, ou Mega, soit des villes frontalières familières à d'anciennes migrations, comme Moyalé, Mandera, Dolo ou d'anciens campements frontaliers comme El Dima à l'ouest des hauteurs du Baldaicinni culminant à 2148 mètres d'altitude, Lenia plus à l'est, et après les hauteurs du Forote, 2007 mètres d'altitude, Sotalo à l'ouest de Moyale.

#### Territoires pastoraux des Boranas objet de sciences
L'entomologiste italien Marco Bologna a découvert au début des années 1990 une nouvelle espèce d'Eleticinae, le coléoptère Afrospasta borana de la famille Meloidae, sur les pâtures herbeuses entre Higo et Amara. Amara désigne une série de collines près de Burghi, au sud du lac Ruspoli, dans la partie supérieure de la vallée de la Sagan. Au sud du lac Ruspoli, localement dénommé lac Chamo à 1107 mètre d'altitude, apparaissent encore des hautes contrées toujours vertes, forêts, savanes broussailleuses ou pâtures buissonnantes de montagne. Higo est un petit village-campement à quelques kilomètres au nord de Méga, près de la frontière kenyane, déjà répertorié par le guide touristique italien en 1940. Le climat tropical caractéristique de cette espèce d'insectes est certes semi-aride, mais avec des précipitations bon an mal an entre un et trois quart de mètre d'eau.
L'explorateur Arthur Donaldson Smith avait déjà emprunté une vieille piste partant de Higo ou Ascebo, passant par El Uaje, Barca et Burgi menant vers le sud du "lac Ruspoli", au cours de son voyage entre le nord du Somali et les hautes terres du Kenya, en passant d'abord par la région des lacs Margharita et Ruspoli et, plus au sud, par celle des lacs Stéphanie et Rodolphe.

### Filmographie
- (en) Kenya Boran, film documentaire en deux parties, réalisé par David MacDougall et James Blue, Documentary Educational Resources, Watertown, MA (distrib.), 2007 (tournage en 1974 ?), 2 x 33 min (DVD)

## Autres liens